# Battaglia di Concepción
La battaglia di Concepción fu combattuta il 28 ottobre 1835 tra le truppe messicane sotto il colonnello Domingo Ugartechea e gli insorgenti del Texas comandati da James Bowie e James Fannin. La battaglia durata trenta minuti, che lo storico J.R. Edmondson descrive come "il primo grande scontro della rivoluzione texana", si verificò sul territorio di Mission Concepcion, a circa 2 miglia (3,2 km) da San Antonio.
Il 13 ottobre, l'appena creato Esercito Texano guidato da Stephen Fuller Austin marciò verso Bexar, dove il generale Martín Perfecto de Cos stava a capo dei soldati messicani rimasti in Texas. Il 27 ottobre, Austin mandò Bowie e Fannin, con 90 soldati, a cercare un luogo difensivo vicino Bexar per far riposare l'esercito texano. Dopo aver scelto un'area nei dintorni di Mission Concepción, il gruppo di esplorazione si accampò per la notte e mandò un corriere per informare Austin. Quando fu al corrente che l'Esercito Texano si era diviso, Cos mandò Ugartechea con 275 soldati ad attaccare l'accampamento texano a Concepción. I texani si nascosero allora in una gola a forma di ferro di cavallo; la loro ottima posizione difensiva e la maggiore quantità di munizioni li aiutarono a respingere alcuni attacchi messicani, che si ritirarono appena prima che il resto dell'Esercito Texano arrivasse. Gli storici stimano che furono uccisi tra 14 e 76 soldati messicani, mentre dei texani solamente uno cadde.

## Antefatti
Determinato a mettere una fine al controllo messicano sul Texas, il nuovo e organizzato Esercito Texano incominciò a marciare verso San Antonio de Bexar il 13 ottobre 1835. Pochi giorni prima, il generale Martín Perfecto de Cos, cognato del presidente messicano Antonio López de Santa Anna, era arrivato a Bexar per prendere comando di tutte le forze messicane in Texas. Il 20 ottobre i texani—guidati da Stephen Fuller Austin, il primo imprenditore ad aver portato i coloni di lingua inglese in Texas—avevano raggiunto Salado Creek e iniziato l'assedio di Bexar.
Per evitare che i texani potessero scoprire le misure difensive della città, le truppe messicane tentarono di impedire l'accesso in entrata e in uscita dalla città. Nonostante tali sforzi, però, numerose persone riuscirono a lasciare le loro case ed unirsi ai texani. Tra queste vi era anche James Bowie, famoso per la sua abilità in battaglia; le storie sulle sue gesta nella battaglia di Sandbar e sulla sua ricerca della miniera perduta di San Saba erano ampiamente conosciute.
Il 22 ottobre, Austin nominò Bowie colonnello e gli assegnò il comando del primo battaglione assieme al Capitano James W. Fannun. Prima del tramonto il primo battaglione iniziò una missione di ricognizione per valutare le ez-missioni attorno a San Antonio come potenziali accampamenti. Dopo aver esaminato tre di queste missioni, Bowie e Fannin scelsero la missione San Francisco de la Espada come l'accampamento più promettente. Il resto dell'esercito texano si unì presto a loro, il 27 ottobre. Impaziente di avvicinarsi a Bexar, Austin incaricò immediatamente Bowie e Fannin di trovare un posto ben difeso dove far riposare l'esercito quella notte.

## Preludio
Bowie e Fannin erano accompagnati da novanta soldati, divisi in quattro compagnie comandate dai capitani Andrew Briscoe, Robert Coleman Michael Goheen e Valentine Bennet. Il gruppo prese una strada a nord, seguendo il fiume San Antonio dopo le missioni di San Juan e San Josè. Lungo la via incontrarono un piccolo gruppo di esploratori messicani, che si ritirarono verso Bexar dopo una breve schermaglia.
Il gruppo di esploratori texani si fermò alla missione Concepciòn, a circa 3.2 km da San Antonio e 9.7 km dall'accampamento texano di Espada. 460 m a ovest della missione, il fiume San Antonio compiva una curva assumendo la forma di un piccolo ferro di cavallo, con le due sponde del fiume distanti circa 91 m. Secondo lo storico Alwyn Barr, " gli alberi riparavano entrambe le sponde dell'ampio letto del fiume, che giaceva circa sei piedi (approssimativamente 1,8 m) al di sotto del livello delle praterie lì vicino". Invece che ritornare immediatamente da Austin, come i loro ordini specificavano, Bowie e Fannin spedirono un corriere a portare ad Austin indicazioni per raggiungere Concepciòn. Il giorno dopo, un adirato Austin emise un comunicato minacciando la corte marziale per gli ufficiali che avevano scelto di non ubbidire agli ordini.
Il gruppo di esploratori texani si divise in due accampamenti. Fannin guidò 49 uomini verso la parte sud della curva a ferro di cavallo, mentre Bowie e il resto degli uomini si accamparano nella parte nord della curva. Qualsiasi forza messicana in arrivo da nord sarebbe stata presa in mezzo nel fuoco incrociato. Furono disposte vedette attorno all'area e nella torre della missione, che offriva una migliore visibilità. Mentre si preparavano per la sera, i texani furono sorpresi nel vedere una palla di cannone messicana, sparata da uno dei campanili della chiesa di Bexar, colpire appena oltre il loro accampamento. Molti dei soldati texani credettero che un prete della missione aveva informato l'esercito messicano della loro posizione.